# Benedito Leite
Benedito Leite là một đô thị thuộc bang Maranhão, Brasil. Đô thị này có diện tích 1781,662 km², dân số năm 2007 là 5367 người, mật độ 3,01 người/km².